# Charles Fambrough
Charles Fambrough (Philadelphia, 1950. augusztus 25. – Allentown, 2011. január 1.) amerikai nagybőgős, basszusgitáros, zeneszerző, lemezproducer.

## Pályafutása
Eredetileg klasszikus zongorát tanult, de 13 évesen nagybőgőre váltott. Neil Courtneytől tanult; Stanley Clarke vitte be a dzsesszbe. 1968-ban kezdett televíziós műsorokban játszani. Egy ideig önállóan dolgozott a Catskill-hegység szállodáiban és különböző rhythm and blues együttesekben. 1969-ben tagja lett az Andy Aaron's Mean Machine popzenekarnak.
1970-ben megalapította saját formációját, amely 3 és fél évig működött. Az 1980-as évek elején az Art Blakey & The Jazz Messengers tagja volt, 1982-ben Wynton Marsalis Quintettel (Fathers and Sons) dolgozott.
Játszott Allan Botschinskyvel, Freddie Hubbarddal, Kevin Mahogany-val, Shirley Scott-tal, Lenny White-tal, Kenny Barronnal, James Williams-szel és Rahsaan Roland Kirkkel.
Vese- és szívelégtelenség, valamint hipertónia következtében 2011-ben, 60 éves korában meghalt.

## Albumok
| Év   | Album                 | Partnerek                                                                                           | Lemezkiadó       |
| ---- | --------------------- | --------------------------------------------------------------------------------------------------- | ---------------- |
| 1991 | The Proper Angle      | Roy Hargrove, Wynton Marsalis, Branford Marsalis, Kenny Kirkland, Jeff Tain Watts                   | CTI Records      |
| 1992 | The Charmer           | Roy Hargrove, Kenny Garrett, Abdullah Ibrahim, Stephen Scott, Billy Drummond                        | CTI              |
| 1993 | Blues at Bradley’s    | Donald Harrison, Joe Ford, Steve Turre, Bill O'Connell, Bobby Broom, Ricky Sebastian, Steve Berrios | CTI              |
| 1995 | City Tribes           | Craig Handy, John Swana, Bill O'Connell, Ricky Sebastian, Marlon Simon, Cafe, Dave Valentin         | Evidence         |
| 1994 | Keeper of The Spirit  | John Swana, Ralph Bowen, Grover Washington Jr.                                                      | AudioQuest Music |
| 1996 | Impressions of Jazz   | Eric Mintel                                                                                         | Jazz Lions       |
| 1997 | Upright Citizen       | Grover Washington, Jr., Gerald Albright, George Duke, Alex Bugnon, Jon Lucien                       | NuGroove         |
| 2002 | Live at Zansibar Blue | Bill O'Connell, Joe Ford, Sean Jones, Wilby Fletcher, Lenny White, Roland Guerrero                  | Random Chance    |
| 2003 | StoneJazz             | Mark Kramer, Lenny White, Mulgrew Miller, Steve Johns, Ralph Peterson, George Colligan              | LightYear        |